# Claudio (dux de Lusitania)

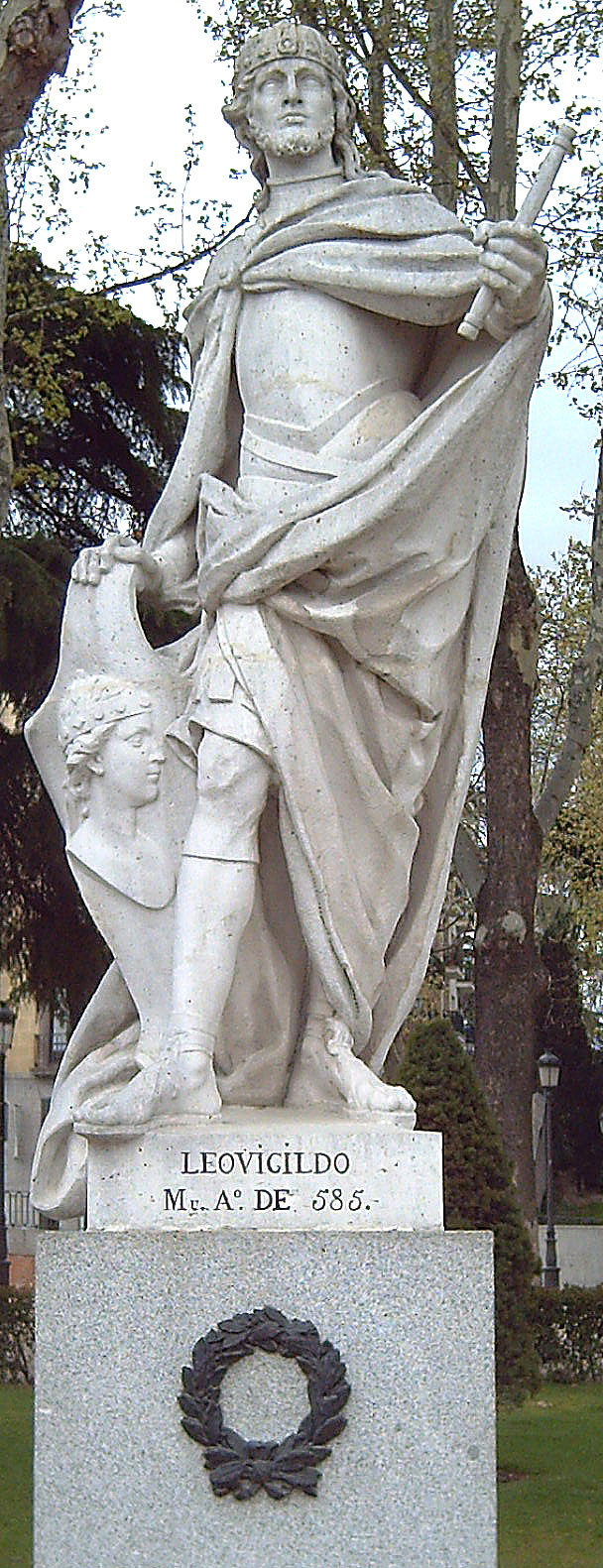
Esta estatua del rey Leovigildo forma parte de una serie dedicadas a todos los monarcas de España, mandadas hacer para adornar la cornisa del Palacio Real de Madrid durante el reinado de Fernando VI de España. Los autores son Juan Domingo Olivieri y Felipe de Castro. Parece ser que nunca llegaron a su destino y se colocaron en distintos lugares de la ciudad (plaza de Oriente, parque del Retiro de Madrid, puerta de Toledo) y algunas se llevaron a otras provincias.

Claudio fue un dux (duque) católico de Lusitania (o dux Emeretensis civitatis) a finales del siglo VI. Fue uno de los generales más exitosos de Recaredo I.

## Su papel en la guerra civil entre Leovigildo y Hermenegildo
Claudio siempre aparece como el hombre de confianza de Recaredo, dada su gran experiencia en las armas. Esta pericia militar hay que buscarla en el papel que jugaría en la guerra civil entre Leovigildo y Hermenegildo. La zona rebelde de la Bética también se extendió sobre Lusitania, por lo que parecería lógico pensar que Claudio tomaría parte en esta contienda del lado de su correligionario Hermenegildo. Pero esto parece que no fue así ya que siempre aparece al lado de Recaredo y éste sabemos que permaneció al lado de su padre Leovigildo durante todo momento. Por lo tanto parece se alineó en contra de Hermenegildo en la guerra civil de finales del siglo VI; este hecho no fue aislado, sino que hubo otros católicos como Juan de Biclaro, que en su crónica criticó la tiranía de Hermenegildo.

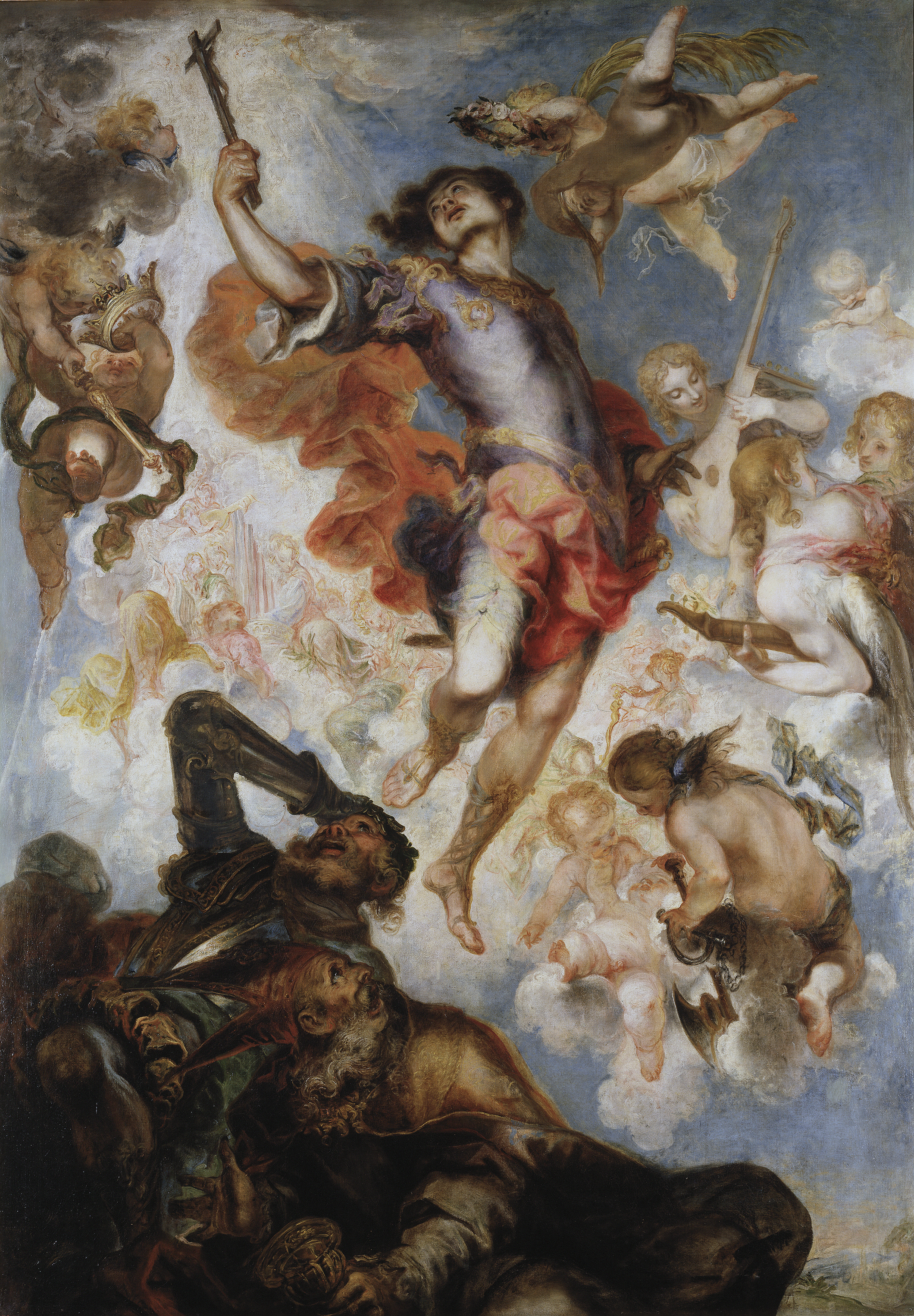
Triunfo de San Hermenegildo (1654), por Francisco de Herrera

## Bajo el reinado de Recaredo
Ya con Recaredo en el poder, en el año 587 se produjo una fuerte conjura contra su persona debido a la adopción por éste del catolicismo. Esta conjura se produce en la ciudad de Mérida donde convivían nobles godos e hispanos; ambas facciones tenían un obispo distinto, siendo Sunna el arriano y Masona el católico, pese a su ascendencia visigoda. Además Mérida como capital de la Lusitania era la residencia de un duque, en este caso Claudio.

### La conjura contra Masona
La conjura va a tratar de matar a Masona; el ideólogo de ésta va a ser Sunna y Witerico el encargado de ejecutarla. Éste se dirigió en audiencia ante Masona que alertado de sus intenciones hizo llamar al duque Claudio. Witerico no pudo cumplir su misión ya que una extraña fuerza le impidió sacar su espada y la conjura se retiró. Witerico se arrodilló delante de Masona y confesó sus intenciones y que el día de Pascua volverían a intentar conjurar contra él. Ese día el dux se adelantó a los conjurados y desarticuló la operación.

### Victoria contra los francos
Otro de los hechos que engrandecieron su figura de fue su victoria sobre los francos en Carcasona. Gontrán I rey franco de Borgoña, no disminuyó su odio ante los godos, después de la conversión de Recaredo al catolicismo y va a mandar un importante ejército a manos del duque Boso, que según san Isidoro y Biclaro era de 60 000 hombres. Recaredo recurrió a su hombre de confianza para hacer frente a la invasión del ejército enemigo que tenía como objetivo tomar la provincia goda de la Septimania.
Claudio haciendo alarde de su mando militar rodeo al ejército de Boso entre dos fuegos y aniquiló el grueso del ejército enemigo, huyendo el resto que después sería alcanzado y capturado. Esta victoria es de gran trascendencia e incluso es señalada por el cronista franco Gregorio de Tours que cifra las bajas en 5000 y los capturados en 2000.
En una carta del papa Gregorio Magno al dux lusitano para confiarle la seguridad del abad Ciriaco, engrandece su figura y su fama y además le alaba por su constante cercanía a Recaredo.

## Final de su vida
No sabemos nada de la muerte de Claudio, pero al parecer no sobrevivió a su rey. Quizás podemos señalar que su único error fue la confianza depositada en Witerico después de la conjura de Mérida. Éste sin duda perdonado por su arrepentimiento se convirtió en un protegido de Claudio, y va a aprovechar esta situación para conjurar contra el hijo de Recaredo, Liuva II, y alzarse con el trono.